# Аркесилай (сатрап)
Аркесилай (др.-греч. Ἀρκεσίλαος) — македонский сатрап Месопотамии в 323—321 годах до н. э.

Карта деления импер и Ахеменидов на сатрапии

## Биография
После смерти Александра Македонского в 323 году до н. э. его военачальники разделили империю. По свидетельству Юстина и Диодора Сицилийского, Аркселаю досталась Месопотамия. Ею он, возможно, начал управлять ещё при жизни царя Александра. При этом сатрапия с таким названием упоминается впервые, поэтому не исключено, что при Ахеменидах её ещё не существовало. Возможно, сатрапия была образована Александром Македонским после битвы при Гавгамелах в 331 году до н. э. в целях контроля над путями, соединяющими страны Ближнего Востока с Центральной Азией.
Согласно Дексиппу, Месопотамия управлял в это время Архелай.
Такую позицию в целом разделял И. Дройзен. По мнению Смирнова С. В., причиной расхождения является явная ошибка переводчика текста Дексиппа.
По всей видимости, во время Первой войны диадохов Аркселай поддерживал Пердикку, так как после его гибели в Египте в 321 году до н. э. во время нового раздела сатрапий Месопотамия была передана Амфимаху.
Больше источники не упоминают имени Аркесилая. Некоторые современные исследователи полагают, что Аркселай мог воевать с Селевком.